# Перри, Зои
Зои Перри (англ. Zoe Perry; род. 26 сентября 1983, Чикаго, Иллинойс) — американская актриса. Наиболее известна по роли Мэри Купер, матери Шелдона Купера в сериале «Детство Шелдона», приквеле «Теории Большого взрыва» (где ту же роль в пожилом возрасте сыграла её мать). Снималась также в сериалах «Семья» и «Скандал».
Родилась в семье актёров Лори Меткалф и Джеффа Перри (развелись в 1992 году).

## Фильмография

### Фильм
| Год  | Название                 | Роль          | Примечания             |
| ---- | ------------------------ | ------------- | ---------------------- |
| 2005 | Allegretto '75           | Мередит Брукс | Короткометражный фильм |
| 2008 | Список контактов         | Секретарь #1  |                        |
| 2008 | Пропажа алмаза 'Слеза'   | Матильда      |                        |
| 2011 | Чаша для индейки         | Зои           |                        |
| 2014 | Cotton                   | Максин        |                        |
| 2016 | Без оплаты, с обнаженкой | Рени          |                        |

### Телевидение
| Год              | Название                              | Роль                      | Примечания                                |
| ---------------- | ------------------------------------- | ------------------------- | ----------------------------------------- |
| 1992, 1995       | Розанна                               | Молодая Джеки             | 2 эпизода                                 |
| 2006             | Закон и порядок: Преступное намерение | Венди                     | Эпизод: «Vacancy»                         |
| 2006             | Убеждение                             | Одри Ноулз                | 2 эпизода                                 |
| 2006, 2008, 2010 | Моя команда                           | Официантка                | 4 эпизода                                 |
| 2007             | Детектив Раш                          | Мелинда Леви '82          | Эпизод: «Justice»                         |
| 2008             | Частная практика                      | Лиза                      | Эпизод: «Equal & Opposite»                |
| 2009             | Ave 43                                | Джанет                    | 2 эпизода                                 |
| 2012             | Анатомия страсти                      | Кэти Нунан                | Эпизод: «Beautiful Doom»                  |
| 2013             | Second Shot                           | Кристал Мансон            | Эпизод: «If It Ain’t Fix, Don’t Break It» |
| 2016             | Семья                                 | Джен                      | 9 эпизодов                                |
| 2016             | Морская полиция: Спецотдел            | Полицейский Кристен Филдс | 2 эпизода                                 |
| 2017             | Лив и Мэдди                           | Марлоу                    | Эпизод: «Tiny House-A-Rooney»             |
| 2017             | Скандал                               | Саманта Рутланд           | 9 эпизодов                                |
| 2017—2024        | Детство Шелдона                       | Мэри Купер                | Главная роль                              |